# Став-Слобода
Став-Слобода (укр. Став-Слобода) — село на Украине, находится в Радомышльском районе Житомирской области.
Код КОАТУУ — 1825084803. Население по переписи 2001 года составляет 191 человек. Почтовый индекс — 12264. Телефонный код — 4132. Занимает площадь 0,943 км².

## Адрес местного совета
12264, Житомирская область, Радомышльский р-н, с. Кочеров